# Keel VI: Back in Action
Keel VI: Back In Action è un album raccolta dei Keel, uscito il 7 aprile 1998 per l'etichetta discografica D-Rock Records.
Si tratta di una raccolta di tracce rare e inedite, tra cui "Reason To Rock", un brano risalente al 1987 che non era mai stato terminato. L'album contiene anche vecchie tracce come "United Nations", "Lay Down the Law" e "Speed Demon" oltre alla cover degli Argent "Hold Your Head Up". L'album contiene anche la traccia "Proud to Be Loud", scritta da Ferrari e pensata in origine per far parte del disco omonimo dei Keel (1987). Questa venne poi scartata e Ferrari, in quel periodo collaboratore dei Pantera, assegnò loro il brano che venne inserito nel loro disco Power Metal (1988).

## Tracce
1. Back in Action (Chaisson, Ferrari, Jay, Keel, Miller)
2. Reason to Rock (Chaisson, Jay, Keel, Miller)
3. United Nations (Keel)
4. Friday Every Night (Jay, Keel)
5. Reach Out and Rock Somebody (Ferrari)
6. Hold Your Head Up (Argent, White) (Argent Cover)
7. Proud to Be Loud (Ferrari)
8. Answers in Your Eyes (Ferrari)
9. Lay Down the Law (Keel)
10. Speed Demon (Keel)

## Formazione
- Ron Keel - voce, chitarra
- Bryan Jay - chitarra, cori
- Marc Ferrari - chitarra, cori
- Kenny Chaisson - basso, cori
- Dwain Miller - batteria, cori